# It's Been Awhile
It's Been Awhile is een nummer van de Amerikaanse rockband Staind uit 2001. Het is de eerste single van hun derde studioalbum Break the Cycle.
Het nummer is Stainds bekendste en meest succesvolle nummer. Het haalde de 5e positie in de Amerikaanse Billboard Hot 100. In de Nederlandse Top 40 haalde het nummer de 7e positie. In de Vlaamse Ultratop 50 was het nummer minder succesvol met een 46e positie.